# 심형진
심형진(沈衡鎭, 1881년 12월 24일 ~ 1950년 11월 12일)은 대한제국의 관료이자 일제강점기의 관료, 유학자로 호는 옥소(玉蘇), 본관은 청송, 본적은 경성부 화동정(花洞町)이다.

## 생애
1900년 10월 대한제국 탁지부(度支部) 견습생(見習生)으로 발탁되었으며 1901년 6월에는 탁지부 주사(主事)로 임명되었다. 1907년 6월에는 탁지부 서기랑(書記郞)으로, 1907년 12월에는 탁지부 세무주사(稅務主事)로 각각 임명되었고 1908년 1월에는 탁지부 전주재무감독국 능주재무서 주사로 임명되었다.
1910년부터 1912년까지 전라남도 능주군 서기를, 1912년에는 전라남도 광주군 서기를 역임했으며 1912년 8월에는 일본 정부로부터 한국병합기념장을 받았다. 1914년에는 경기도 시흥군 서기를, 1915년부터 1916년까지 경기도 여주군 서기를 차례대로 역임했고 1917년부터 1919년까지 충청북도 장관관방 서기 겸 제1부 서기를, 1920년에는 충청북도 지사관방 서기 겸 제1부 서기를 역임했다.
1921년부터 1922년까지 충청북도 지사관방 속(屬) 겸 내무부 속(屬)을 역임했으며 1923년 3월 9일부터 3월 12일까지 충청북도 보은군수를 역임했다. 1921년 11월에는 조선총독부의 기관지인 《조선》(朝鮮)에 게재된 기고문 〈내선 융화에 관하여〉(內鮮融和に就いて)를 통하여 내선일체에 관한 방안을 제시했다. 1928년부터 1929년까지 전라남도 내무부 지방과 촉탁(囑託)을 역임했다.
1928년에는 《조선 역사 천자문》(朝鮮 歷史 千字文)을 집필하여 일본 제국의 관점에서 본 조선의 역사를 재해석하는 한편 1910년에 있었던 일본 제국의 대한제국 강제 병합을 찬양했다. 1942년에는 조선유도연합회가 조선총독부 정무총감을 역임한 오노 로쿠이치로(大野 綠一郞)의 퇴임을 기념하기 위해 발간한 시집 《봉전 오노 총재 각하》(奉餞 大野 總宰 閣下)에 오노 로쿠이치로 정무총감을 칭송하는 내용이 담긴 한시를 게재했고 조선유도연합회가 조선총독을 역임한 미나미 지로(南 次郞)의 퇴임을 기념하기 위해 발간한 시집 《봉전 미나미 총독 각하》(奉餞 南 總督 閣下)에 미나미 지로 총독을 칭송하는 내용이 담긴 한시를 게재했다.
1943년부터 《반도의 빛》(半島の光) 편집인으로 참여하면서 일본 제국의 태평양 전쟁 승리를 기원하고 전쟁 협력에 나설 것을 당부하는 내용이 담긴 한시(漢詩)를 공모했다. 또한 1943년 11월에는 조선유도연합회의 기관지인 《유도》(儒道)에 야마모토 이소로쿠(山本 五十六) 일본 제국 해군 제독을 추모하는 내용이 담긴 한시 〈추도 야마모토 원수〉(追悼 山本 元帥)를 게재했다. 2008년에 공개된 민족문제연구소의 친일인명사전 수록자 명단의 유림 부문에 포함되었다.

## 참고자료
- 심형진(沈衡鎭) - 국사편찬위원회
- 민족문제연구소 (2009). 〈심형진〉. 《친일인명사전 2 (ㅂ ~ ㅇ)》. 서울. 427쪽.